# Apostoliska palatset i Castel Gandolfo
Apostoliska palatset i Castel Gandolfo (italienska: Palazzo Apostolico di Castel Gandolfo), även kallat Det påvliga palatset i Castel Gandolfo, är påvens traditionella sommarresidens i Castel Gandolfo, Italien, beläget 24 kilometer sydost om Rom.
De påvliga villorna täcker en yta på 55 hektar, omfattande det Apostoliska palatset, Villa Barberini och Villa Cybo.

## Historia
Palatset är byggt på ruinerna av den romerske kejsaren Domitianus villa, känd som Albanum Domitiani. Under medeltiden byggde familjen Gandolfi ett slott på dessa ruiner. 1596 övertogs det av familjen Savelli. Sedan 1604 ägs marken av Heliga stolen.
Det nuvarande palatset utformades av arkitekten Carlo Maderno för påve Urban VIII och på påve Urbans uppdrag byggdes palatset med byggstart 1623. Urban VIII blev den 10 maj 1626 den förste påven att residera i palatset. Sedan Urban VIII har palatset används av påvar som ett sommarresidens, förutom mellan åren 1870 och 1929 då påvarna inte lämnade Vatikanen. Enligt Lateranfördraget som ingicks 1929 mellan Italien och Heliga Stolen är palatset beläget på italienskt territorium och är utrustat med exterritorialitet. Palatset betalar inga italienska skatter.
Under andra världskriget öppnades palatset upp för judiska flyktingar.
På palatset i Castel Gandolfo avled påve Pius XII 1958 och påve Paulus VI 1978. 2013 avslutades påve Benedictus XVI:s pontifikat här.

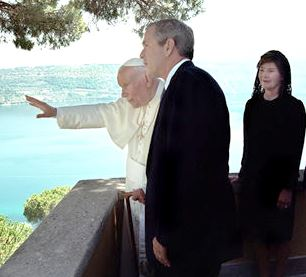
Påve Johannes Paulus II och USA:s president George W. Bush och hans fru Laura Bush på palatset i Castel Gandolfo, juli 2001.

Den 6 juli 2025 anlände påve Leo XIV till palatset och återupptog traditionen med att använda palatset som sommarresidens, efter att påve Franciskus upphörde med att använda det.

## Fasaden

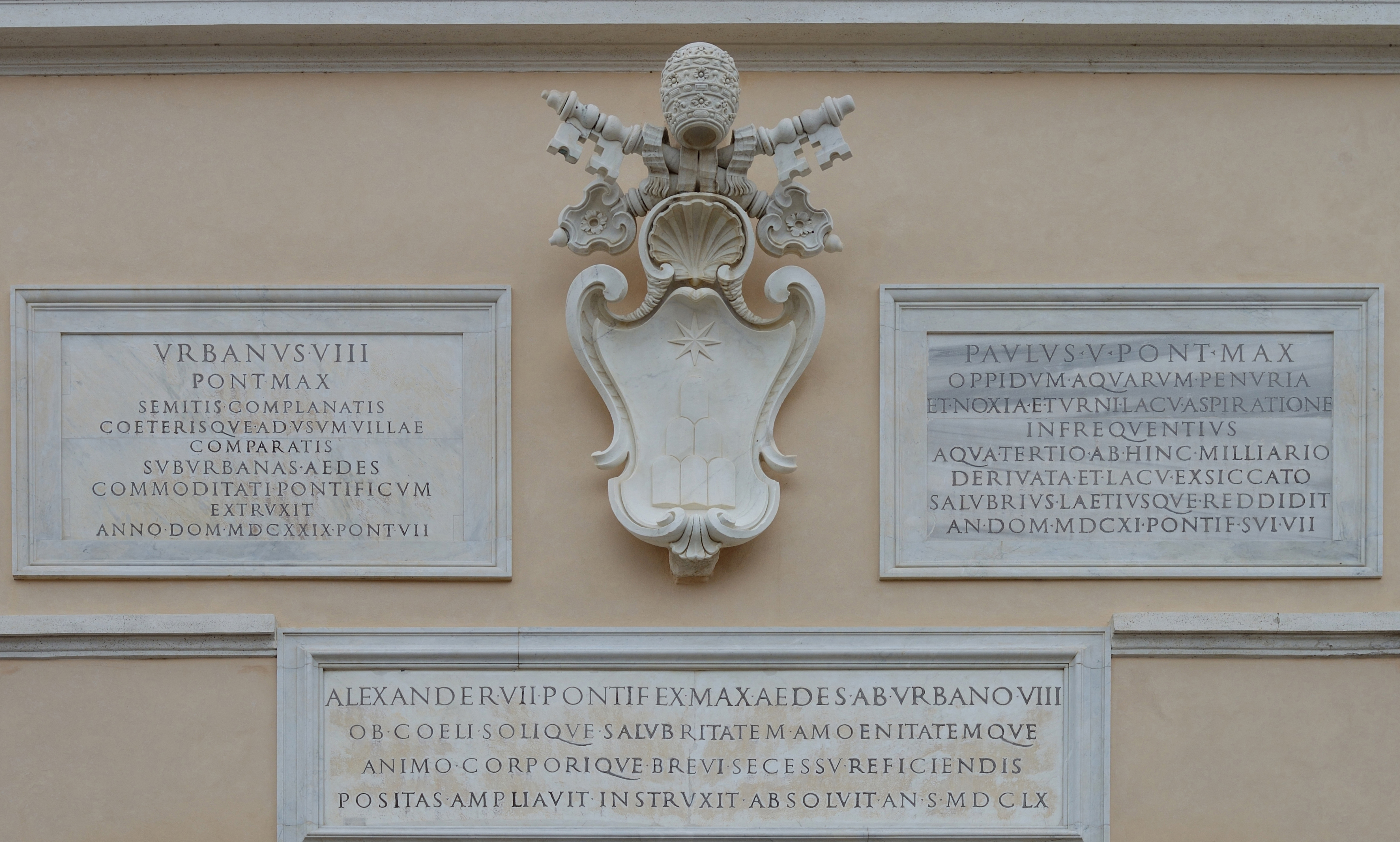
Texterna på palatsets fasad.

På palatsets fasad återfinns texten: "URBANUS VIII PONTIFEX MAXIMUS SEMITIS COMPLANATIS COETERISQUE AD USUM VILLAE COMPARATIS SUBURBANAS AEDES COMMODIATI PONTIFICUM EXTRUXIT ANNO DOMINI MDCXXIX PONTIFICATUS VII." 
Samt texten: "ALEXANDER VII PONTIFEX MAXIMUS AEDES AB URBANO VIII OB COELI SOLIQUE SALUBRITATEM AMOENITATEMQUE ANIMO CORPORIQUE BREVI SECESSI REFICIENDIS POSITAS AMPLIAVIT INSTRUXIT ABSOLVIT ANNO MDCLX."